# Bouvardia ternifolia
Bouvardia ternifolia är en måreväxtart som först beskrevs av Antonio José Cavanilles, och fick sitt nu gällande namn av Diederich Franz Leonhard von Schlechtendal. Bouvardia ternifolia ingår i släktet Bouvardia och familjen måreväxter. Inga underarter finns listade i Catalogue of Life.